# Карасс, Александр Васильевич
Александр Васильевич Карасс (4 (16) мая 1890, Москва — 25 января 1953, Москва) — юрист, специалист по советскому хозяйственному праву и правовым формам организации предприятий в СССР; выпускник юридический факультет Московского университета (1912), доктор юридических наук (1952), профессор юридического факультета МГУ (1938); заведующий кафедрой земельного и колхозного права в 1942—1943 и 1945—1952 годах, а также — заведующий кафедрой гражданского права и гражданского процесса в 1951—1953.

## Биография
Александр Карасс родился 4 (16) мая 1890 года в Москве; в 1912 году он получил высшее образование на юридическом факультете Императорского Московского университета. В том же году он стал кандидатом юриспруденции, успешно защитив диссертацию на тему «Понятие риска по договору страхования». Уже в СССР, в период с 1925 по 1925 год, он являлся сверхштатным преподаватель правового отделения, относившегося к факультету общественных наук (ФОН), и ассистентом на факультете советского права (с 1925 по 1931). В 1938 году стал профессором МГУ; дважды — сначала в 1942—1943 годах, а затем в 1945—1952 — являлся заведующим кафедрой земельного и колхозного права.
В 1951 году Карасс занял пост заведующего кафедрой гражданского права и гражданского процесса — ранее, в 1947—1948 годах он уже исполнял обязанности заведующего данной кафедрой. В 1952 году он защитил докторскую диссертацию на тему «Право государственной социалистической собственности» — стал доктором юридических наук. Был награждён орденом Ленина (1951) и медалью «За доблестный труд в Великой Отечественной войне». Являлся автором статей в Большой советской энциклопедии (БСЭ).
Скончался в Москве 25 января 1953 года. Похоронен на Введенском кладбище (21 уч.).

## Работы
Александр Карасс специализировался на хозяйственном праве и советских правовых формах организации промышленных предприятий:
- Советское промышленное право: Обзор и материалы / А. В. Карасс — (Проблемы советского права). — М.—Л.: Госиздат, 1925. — 162 с.
- «Залог» (1930)
- «Право государственной социалистической собственности. Объекты и содержание» (1954)
- «Основы советского права» (соавт., 2-е изд., 1929)